# Jardín Botánico de Fayal (Azores)
El Jardín Botánico de Fayal (en portugués: Jardim Botânico do Faial) es un jardín botánico de 8000 m² de extensión en Horta Isla de Fayal, Azores. 
Es miembro de la Asociación Ibero-Macaronésica de Jardines Botánicos y del BGCI, siendo su código de identificación internacional como institución botánica, así como las siglas de su herbario es HORTA. 
Este jardín botánico tiene a un Arboreto satélite: Jardim do Palácio de Santana.

## Localización
El jardín botánico se encuentra a unos 2 kilómetros al norte de Horta, pasando el Monte Carneiro (267 m de altura) y su mirador, ubicado en el Valle Flamengos. El jardín botánico es una estructura integrante del parque natural de Fayal
Jardim Botanico do Faial, c/o Secretaria Regional do Ambiente, 9900 - Horta, Fayal, Azores, Portugal.
Planos y vistas satelitales.38°33′N 28°39′O / 38.550, -28.650
- Promedio Anual de Lluvias: 1000 mm
- Altitud: 105,00 m s. n. m.

## Historia
El « Jardim Botânico do Faial» nació en 1986, ubicado en el lugar de una finca (quinta) que fue una antigua explotación agrícola de frutales y pastos, en « São Lourenço», en el « Vale dos Flamengos», con un área de unos 5.600 m².
En una primera fase se recuperaron los edificios de la quinta con la intención de que sirvieran como centro de visitantes. El terreno situado al este de la casa, originalmente un prado, fue remodelado creando unas pequeñas elevaciones, un arroyo artificial, y dos pequeños lagos, junto con unos paseos peatonales. Simultáneamente en el lado oeste se aprovecharon algunos elementos de la quinta tales como arbustos de camelia y algunos árboles de gran porte y se instalaron una red de senderos, lagos, pérgolas y bancos.
En esta área, en una primera fase, fue dividida en diferentes sectores: un sector de multiplicación de plantas ornamentales para ser ofrecidas a los visitantes y a la población gratuitamente, un segundo sector de reproducción y exhibición de plantas endémicas y autóctonas, y un tercer sector donde se situó un pequeño jardín formal, con algunas especies exóticas aclimatadas a las Azores, muchas de ellas tropicales. 
En todo el Jardín fue instalado un sistema de distribución de aguas para alimentación de los diferentes lagos, así como un sistema de riego móvil. También se crearon cascadas y cursos de agua. 
La zona este fue destinada a albergar la flora de las Azores y de la Macaronesia. Todas las especies fueron recogidas directamente de la naturaleza y traplantadas directamente al Jardín. Se aguparon tal como se encuentran en la naturaleza, creándose una zona de plantas costeras, otra de especies de altura, y en los lagos se instalaron las plantas representantes de comunidades lacustres. Entre estas zonas se instalaron especies típicas de las áreas de transición. También se diseñaron muros de piedra para albergar plantas rupícolas. 
En la zona oeste, después de algunos años de producción de plantas ornamentales, se decidió sustituirlas por un jardín de plantas medicinales y aromáticas utilizadas en las Azores.
En 1995, el jardín botánico dio un paso más en el camino de la investigación y de la sensibilización para la flora de las Azores y la Macaronesia, creando una segunda zona, localizada en la freguesia de Pedro Miguel, a 400 m s. n. m. En esta nueva área con 60 000 m², se procede a la recuperación del hábitat de las especies características de la Laurisilva húmeda y super-húmeda. Además de tener un importante papel científico, esta zona posee también un elevado valor paisajístico.

## Colecciones
Desde su inicio, este jardín tiene una preocupación especial de mantenimiento de una colección de plantas de la flora de las Azores y de la Macaronesia que funciona, simultáneamente, como un banco de germoplasma. 
Entre sus colecciones son de destacar:
- Plantas endémicas de las Azores y de la región de la Macaronesia, con 50 especies propias de estas islas, Laurus azorica, Erica azorica, Frangula azorica, Picconia azorica,.. algunas de ellas en peligro de extinción
- Plantas medicinales, usadas tradicionalmente en la culinaria y curas antiguas,
- Plantas aromáticas,
- Plantas ornamentales, cultivares de Hortensias (Hydrangea macrophylla), Azaleas y Rhododendron
- Orquideario, con un conjunto de tres decenas de especies del ilustre coleccionista Henrique Peixoto (1917-2007) cedidas por la Santa Casa da Misericórdia da Horta.
- Arboretum,

## Actividades
Entre los objetivos del Jardín botánico, se encuentran:
- La protección de especies endémicas raras, asegurando su viabilidad a través de la elaboración de programas de recuperación y de repoblamiento (Conservación ex situ e in situ).
- Investigación y protección de las especies agrícolas semidomésticas (variedades autóctonas), tradicionalmente utilizadas por la población en su alimentación.[2]

- Acentuar a la vertiente pedagógica del « Jardim Botânico do Faial», manteniendo una colección viva de especies.
- Recalificar y valorizar espacios y especies de interés Botánico en las diferentes islas del archipiélago.

El jardín botánico de Fayal desde su creación viene participando activamente en conferencias internacionales, siendo el promotor del 3.º Simposio de la Asociación Ibero-Macaronésica de Jardines Botánicos, que tuvo lugar en Fayal, en septiembre de 1994. 
Banco de germoplasma, el banco de semillas del Jardín Botánico de Fayal creado en 2003, conserva especímenes de las plantas del archipiélago de las Azores.

## Galería

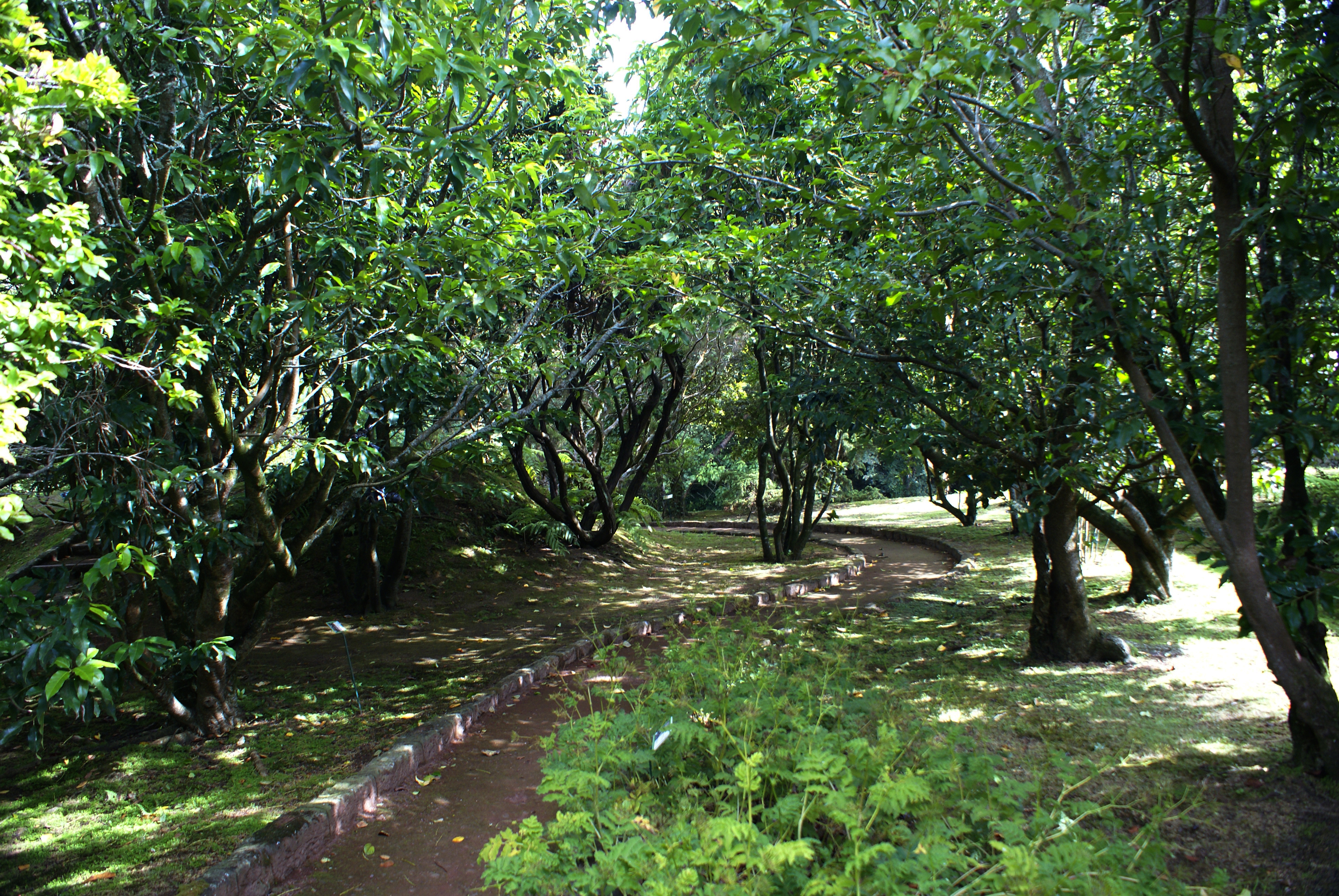
Jardim Botânico do Faial
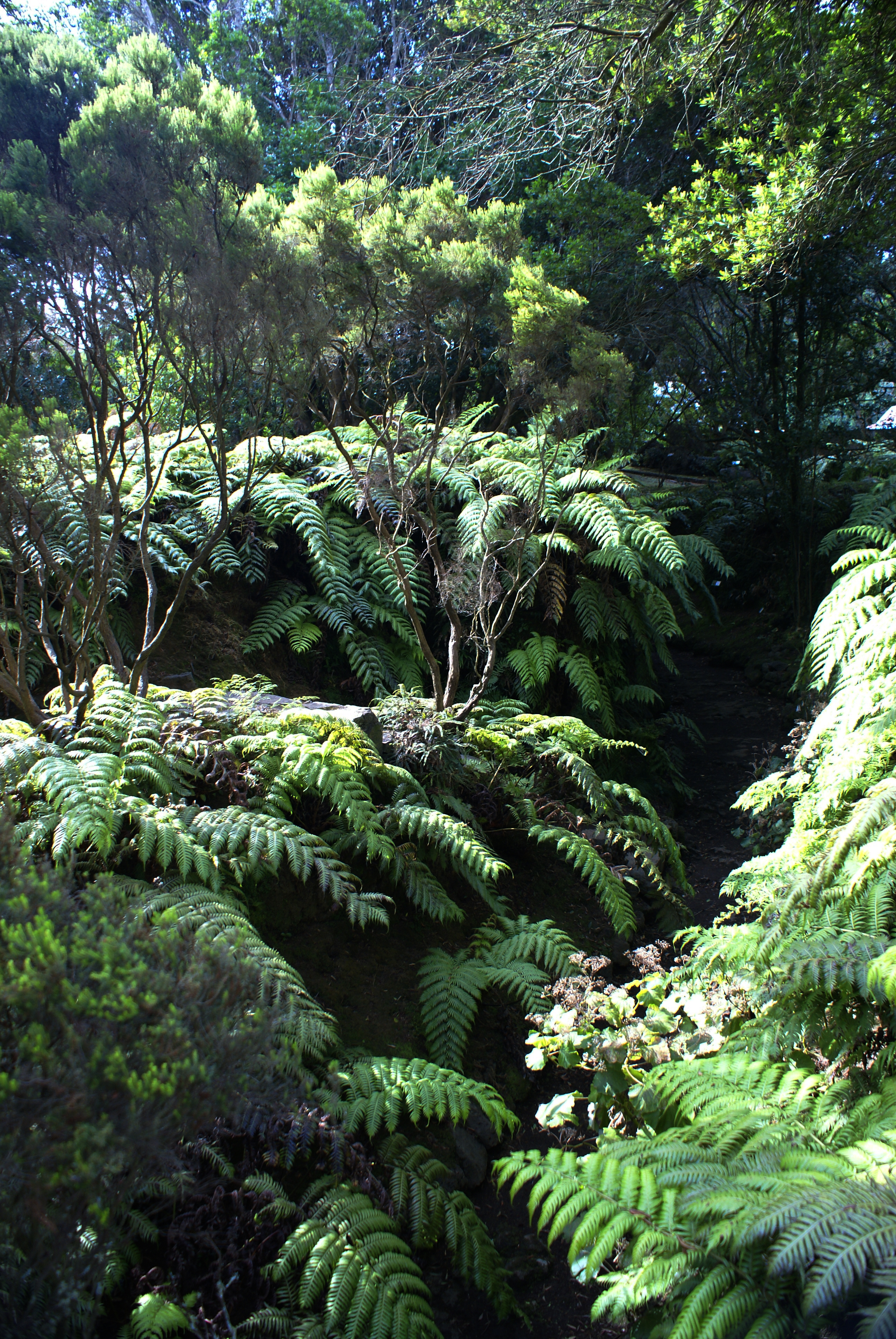
Jardim Botânico do Faial, helechos.
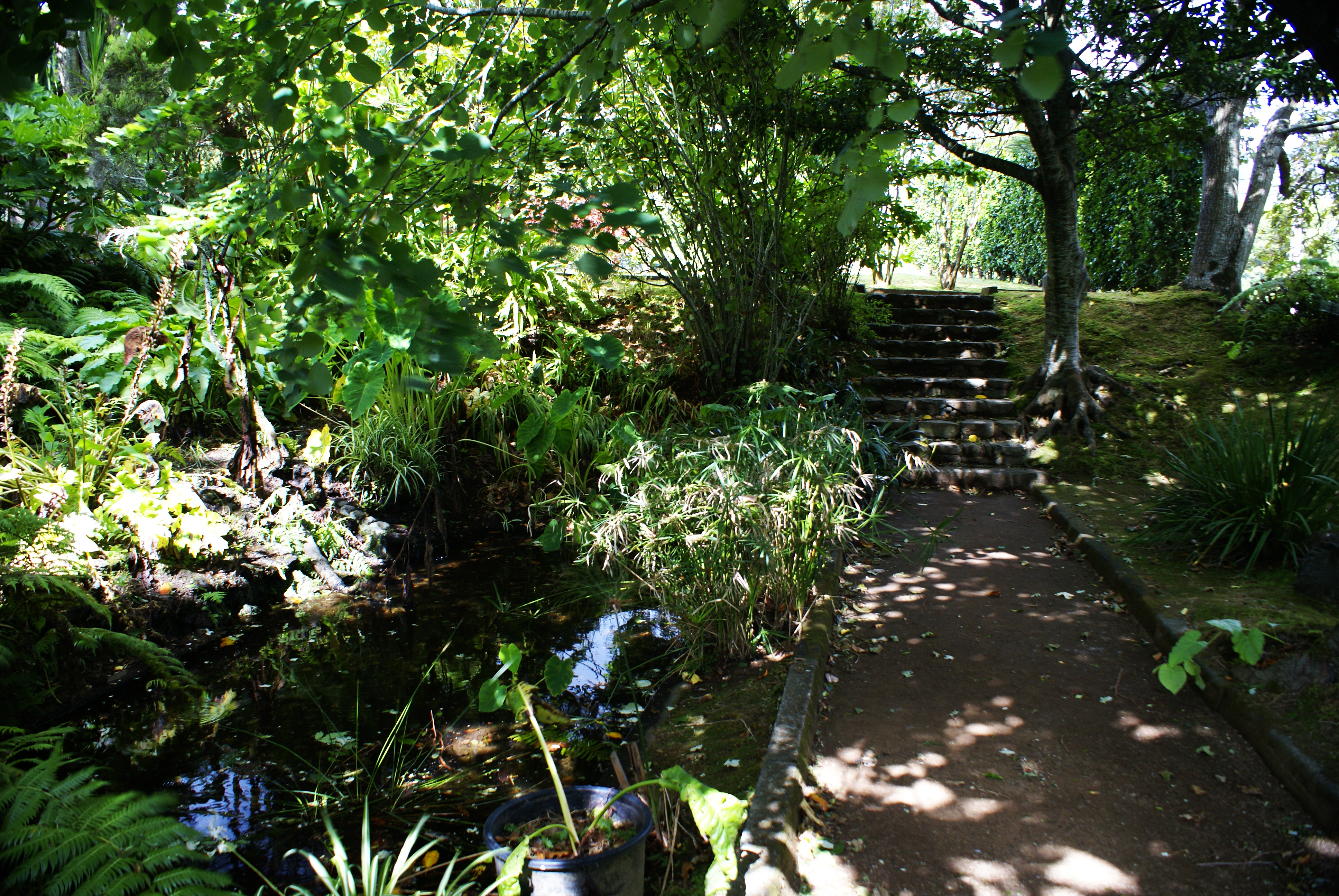
Jardim Botânico do Faial